# Zimbabwe nos Jogos Olímpicos de Verão de 1988
O Zimbabwe participou dos Jogos Olímpicos de Verão de 1988 em Seul, na Coreia do Sul. Foi a terceira participação do país em Jogos Olímpicos de Verão.